# Rowerzysta (film 1896)
Rowerzysta – francuski niemy film z 1896 roku w nakręcony przez Louisa Lumière. Powstał w Lyonie (departament Rodan, region Rodan-Alpy).